# Manderlay
Série USA - Land of Opportunities
Dogville
(2003)
Pour plus de détails, voir Fiche technique et Distribution.
Manderlay est un film danois de Lars von Trier sorti en 2005. Ce film est la suite de Dogville, tournée avec la même idée d'un plateau au décor minimal. C'est le deuxième épisode de la trilogie USA - Land of opportunity. Le troisième volet, Washington est toujours à l'état de projet sans date en 2018, notamment à cause de l'échec commercial du précédent.
Le film suit Grace et son équipe de gangsters qui arrivent devant la plantation de Manderlay où l'esclavage n'a pas été aboli. Révoltée, Grace décide d'utiliser le pouvoir de persuasion des gangsters de son père pour faire comprendre à tous l'horreur de l'esclavage.
Nicole Kidman aurait dû reprendre le rôle de Grace mais, officiellement pour des raisons d'agenda, n'a pas pu se libérer[réf. nécessaire].
Le film s'inspirerait de la révolte d'esclaves contée dans la préface de Jean Paulhan au roman Histoire d'O de Pauline Réage.

## Synopsis

Carte de la plantation Manderlay.

Grace est partie de Dogville avec son père et son équipe de gangsters. Ils traversent les États-Unis mais sont arrêtés devant la plantation par une femme noire qui demande de l'aide car un de ses compagnons va recevoir des coups de fouet. Grace se rend compte que dans cette plantation, l'esclavage n'a pas été aboli. Révoltée, elle empêche les coups de fouet et annonce aux propriétaires qu'elle va libérer les esclaves. La vieille propriétaire Mam décède sous les yeux de Grace. Celle-ci réussit à convaincre son père de lui laisser quelques hommes. Pour faire comprendre à tous comment ils devraient vivre, elle décide de faire inverser les rôles. Les Noirs seront désormais les propriétaires et les Blancs les esclaves. Mais les anciens esclaves gardent leurs nombreuses anciennes habitudes et se mettent au travail difficilement. Il s'en faut de peu pour que la plantation de coton ne se fasse pas à temps. Après avoir détruit les arbres du jardin de Mam pour pouvoir faire des réparations et de nouvelles constructions, la plantation est ravagée par une tempête de sable. 
Les futures récoltes sont en partie remises en cause et les deux tiers des réserves de nourriture sont dévastés. La famine fait alors rage. Grace, pendant ce temps, commence à développer des fantasmes sexuels envers les garçons noirs et vigoureux et, en particulier, Timothy considéré comme un Proud Niger, un Munsi. La récolte vient enfin, le coton est très blanc et très résistant. Ils en tirent un bon prix. L'argent est ramené à la plantation et Grace décide alors de laisser les gangsters partir. Elle estime que tout le monde a compris. Lors du dîner qui s'ensuit, elle cède aux charmes de Timothy. Mais, au matin, elle se rend compte qu'une bagarre a éclaté, un Noir a été tué, les Blancs se sont enfuis. Elle apprend que l'argent a été volé. Un escroc ramène 80 % de cet argent qu'il a gagné contre Timothy au poker. C'est donc lui le voleur. De plus, elle découvre qu'une grande partie des anciens esclaves savaient que l'abolition avait eu lieu, mais avaient préféré rester dans leur ancien état de peur de n'être pas acceptés par la société. Elle découvre même que c'est l'aïeul des esclaves qui a écrit les lois qui réglaient la plantation. Les Noirs décident alors de revenir à leur ancien état et imposent à Grace de remplacer Mam. Grace feint d'accepter pour essayer de s'enfuir, mais elle fouette tout de même Timothy pour son vol. Elle devient ainsi comme la vieille Mam qu'elle comprenait si peu. 
Elle manque de peu son père venu la chercher et s'enfuit de nouveau à travers les États-Unis.

## Fiche technique
- Titre : Manderlay
- Réalisateur : Lars von Trier
- Photographie : Anthony Dod Mantle
- Dates de sortie :
  - 16 mai 2005 : première mondiale au festival de Cannes
  - 3 juin 2005 : Danemark,
  - 2 septembre 2005 : première française à l'Étrange Festival
  - 11 septembre 2005 : première canadienne au festival international du film de Toronto
  - courant novembre 2005 : Belgique
  - 9 novembre 2005 : exploitation France et Suisse francophone

## Distribution

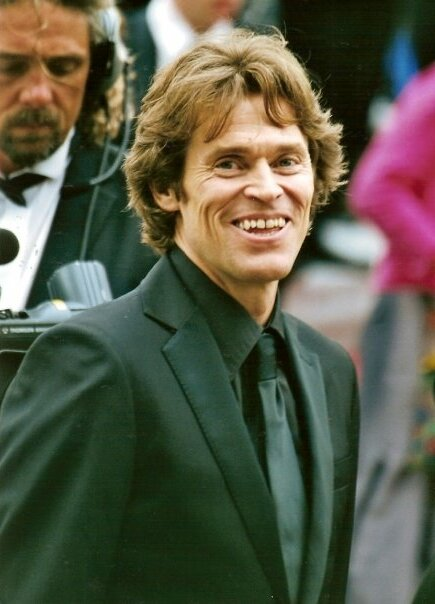
L'acteur américain Willem Dafoe à la première du film au Festival de Cannes 2005.

- Bryce Dallas Howard (VF : Clotilde Morgiève) : Grace Margaret Mulligan
- Isaac de Bankolé : Timothy
- Danny Glover (VF : Ériq Ebouaney) : Wilhelm
- Willem Dafoe (VF : Éric Herson-Macarel) : le père de Grace
- Michaël Abiteboul : Thomas
- Lauren Bacall : Mam
- Jean-Marc Barr : M. Robinson
- Geoffrey Bateman : Bertie
- Virgile Bramly : Edvard
- Ruben Brinkman : Bingo
- Doña Croll : Venus
- Jeremy Davies : Niels
- Llewella Gideon : Victoria
- Mona Hammond (VF : Frédérique Cantrel) : Wilma âgée
- Ginny Holder : Elisabeth
- John Hurt (VF : François Marthouret) : le narrateur
- Chloë Sevigny (VF : Marie Donnio) : Philomena
- Udo Kier : M. Kirspe
- Emmanuel Idowu (VF : Fabien Gravillon) : Jim
- Zeljko Ivanek (VF : Jean-Michel Fête) : le docteur Hector
- Teddy Kempner : Joseph
- Rik Launspach : Stanley Mays
- Suzette Llewellyn (VF : Julia Vaidis-Bogard) : Flora
- Charles Maquignon : Bruno
- Joseph Mydell (VF : Dominik Bernard) : Mark
- Javone Prince (VF : Frantz Confiac) : Jack
- Clive Rowe : Sammy
- Nina Sosanya : Rose

 Source et légende : version française (VF) sur RS Doublage et selon le carton du doublage français.

## Accueil
Avec un budget de 14 000 000 dollars et une recette de seulement 78 378 dollars aux États-Unis et au Canada, Manderlay figure dans la liste des plus gros échecs du box-office américain.